# Traje de fallera

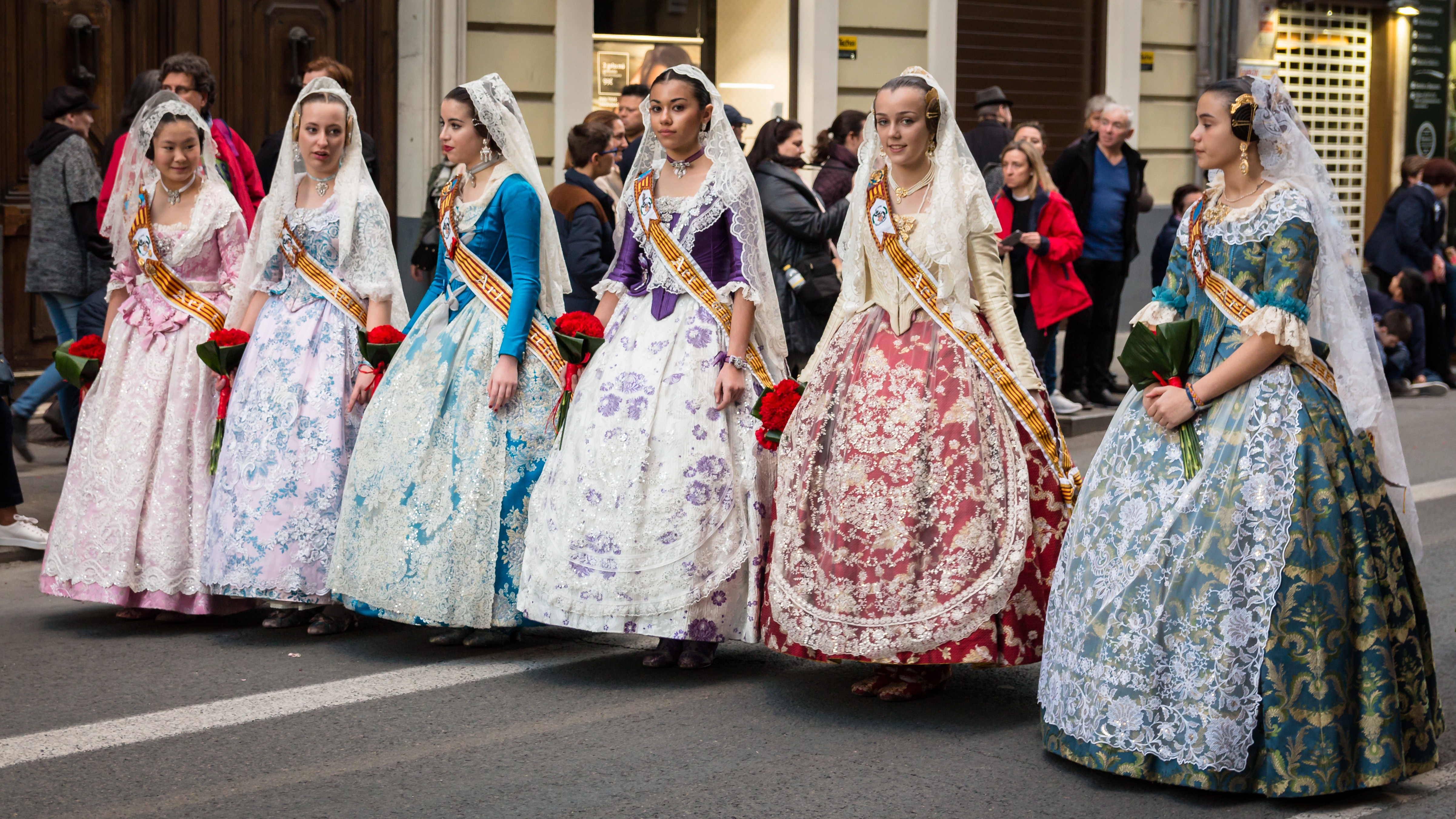
Mujeres vestidas con el traje de fallera

El traje de fallera es la vestimenta o atuendo que representa o está relacionado con la festividad de las fallas y que relaciona a las mujeres vestidas con él a esta fiesta.
Tenemos dos tipos de traje de fallera diferenciado por el siglo en el que están inspirados, el traje de fallera del siglo XVIII y el traje de fallera del siglo XIX.

## Partes del traje de las falleras
- Camisa: Es la ropa interior. Suele ser a conjunto con la enaguas.
- Enaguas: Son la ropa interior que se lleva bajo la falda, acompañada de un ahuecador para darle vuelo a la falda.
- Medias: de tejidos como seda o algodón y con bordados.
- Zapatos: normalmente forrados con la misma tela del traje, y de diversos estilos.
- Falda: confeccionada a base de seda o rayón y estampadas con flores de colores o brocateladas.
- Corpiño: Parte superior del traje, que va acompañada de manteletas fabricado en la misma tela que la falda. El estilo de la manga cambia dependiendo de la inspiración del siglo del traje.
- Las manteletas: de materiales como tul, seda, etc., van bordadas de hilo de oro o de plata formando preciosos dibujos. Su forma puede variar. Las manteletas se componen de dos partes: la superior, que es la que se lleva en el corpiño, y la inferior, el llamado delantal.
- Las peinetas: pueden ser cinceladas en latón plateado o latón en oro. Se colocan sobre los moños.
- El aderezo de fallera: suele estar hecho a mano por un orfebre. Está compuesto de: una “joya”, que se coloca en la parte superior del corpiño junto al escote, el collar y las agujas que se clavan en el moño trasero y sirven de sujeción de éste.[2] es traje de Valenciana no de fallera

## El traje de fallera delsigloXVIII
Está inspirado en los vestidos o trajes del siglo XVIII y se caracteriza por estar basado en los grabados antiguos. El corpiño cae por fuera y se ajusta al cuerpo con elementos rígidos. Lleva mangas estrechas que llegan hasta el codo. Se lleva con un moño y se enseñan los tobillos y los zapatos.

## El traje de fallera delsigloXIX
Está inspirado en los vestido o trajes del siglo XIX y se caracteriza porque las mangas son de seda y pasan a formar parte del corpiño y son más cortas. Además, tienen forma de farolillo. Se caracteriza por llevar un conjunto de aderezo realizado con perlas en forma de racimo. Se lleva con peinado con raya en forma de T, y 3 moños.